# Куртина (Уругвай)
Куртина (исп. Curtina) — населённый пункт на севере центральной части Уругвая, в департаменте Такуарембо.

## География
Расположен примерно в 53 км к югу от административного центра департамента, города Такуарембо и в 334 км к северу от столицы страны, Монтевидео. Через южную оконечность Куртина протекает река Мало. Абсолютная высота — 95 метров над уровнем моря.

## История
5 июля 1907 года постановлением № 3.189 населённый пункт, носивший тогда название Сан-Максимо, получил статус села (Pueblo). Позже село было переименовано в Куртину.

## Население
По данным на 2011 год население Куртина составляет 1037 человек.
| Год  | Население |
| ---- | --------- |
| 1908 | 3666      |
| 1963 | 806       |
| 1975 | 732       |
| 1985 | 651       |
| 1996 | 843       |
| 2004 | 1029      |
| 2011 | 1037      |

Источник: Instituto Nacional de Estadística de Uruguay

## Известные уроженцы
- Нума Мораэс — музыкант
- Гильермо Кастро Дуре — музыкант